# Суйцзян
Суйцзя́н (кит. упр. 绥江, пиньинь Suíjiāng) — уезд городского округа Чжаотун провинции Юньнань (КНР).

## История
Во времена империи Цин в 1908 году северная часть уезда Юншань была выделена в отдельный уезд Цзинцзян (靖江县). После Синьхайской революции и образования Китайской Республики в ходе сверки названий административных единиц по всей стране выяснилось, что в провинции Цзянсу имеется уезд с точно таким же названием, поэтому в 1914 году уезд Цзинцзян был переименован в Суйцзян.
После вхождения провинции Юньнань в состав КНР в 1950 году был образован Специальный район Чжаотун (昭通专区), и уезд вошёл в его состав. В 1970 году Специальный район Чжаотун был переименован в Округ Чжаотун (昭通地区).
Постановлением Госсовета КНР от 1 июля 1974 года территория площадью 87 км² была передана из уезда Ибинь провинции Сычуань в состав уезда Суйцзян для строительства на ней газохимического завода, однако она при этом не перешла под юрисдикцию властей уезда, а была подчинена напрямую властям округа Чжаотун.
В августе 1981 года на смежных участках уездов Суйцзян и Яньцзинь, где был построен газохимический завод, был образован отдельный уезд Шуйфу.
Постановлением Госсовета КНР от 13 января 2001 года округ Чжаотун был преобразован в городской округ.

## Административное деление
Уезд делится на 5 посёлков.